# 에스엠랩
에스엠랩(SM Lab)은 대한민국의 2차전지의 양극소재 기업이다. 본사는 울산광역시 울주군 삼남면 가천공단1길 27에 위치해 있으며 대표이사는 조재필이다. 니켈 함량 97%의 고성능 양극재를 생산한다.

## 투자
2023년 10월 시리즈 D 투자로 1300억 원을 유치하여 누적 투자 유치금 2390억 원을 유치하였다.

## 상장
2024년 주관사를 NH투자증권과 한국투자증권으로 상장신청을 하였으나 미승인 결정을 받았다

## 같이 보기
- 조재필
- 금양

## 참고 문헌
1. ↑  김효진, 금양 품에 안긴 배터리 양극소재 기업 ‘에스엠랩’, 코스닥 상장 재시동…3공장 착공 ‘눈앞’, 더스탁, 2024년 4월 19일
2. ↑  배정철, 금양 자회사 에스엠랩, 상장 미승인, 마켓인사이트, 2024년 10월 29일